# 伍奢
伍 奢（ご しゃ、? - 紀元前522年）は、中国の春秋時代の楚の臣。伍子胥の父。荘王に仕えた伍挙の子。

## 生涯
乾渓（現在の安徽省亳州市利辛県）の人。楚の平王の太子建の太傅を務めた。伍氏一族は荘王の時代から楚に仕えた名族で影響力も強かった。
少傅の費無忌は太子建と不仲で、常に平王に讒言した。遂には太子建が妻のことで謀反を企んでいると讒言した。伍奢は「太子が謀反を企むなど根も歯もないこと。つまらぬ者の讒言で我が子を疑うとは何事です」と諫言したが聞き入れられずに投獄された。
さらに平王と費無忌は伍奢の2人の子である伍尚・伍子胥に対して来れば父を解放するという口実をもうけて呼び出し一緒に処刑することにした。伍奢は「尚は来るでしょうが子胥は来ません。尚は親孝行な息子で父のためなら来ようとするでしょう。ですが子胥は智謀があり来れば殺されると知れば絶対に来ません。罪は私一人でお収めください」と諫言したが、平王は聞き入れずに2人の子を呼び出した。だが伍尚は来たが、伍子胥は逃亡した。このとき伍奢は「楚にとって災いとなる」と断言したという。
伍奢は刑場において長男の伍尚と共に処刑された。